# We Are the Night
We Are the Night – szósty album studyjny brytyjskiego zespołu The Chemical Brothers, wydany w 2007 r. przez wytwórnię płytową Virgin Records.
Na płycie gościnnie wystąpili: Ali Love, Klaxons, Fatlip, Willy Mason, Tim Smith (z zespołu Midlake).

## Lista utworów
1. No Path to Follow
2. We Are the Night
3. All Rights Reversed [ft. Klaxons]
4. Saturate
5. Do It Again [ft. Ali Love]
6. Das Spiegel
7. The Salmon Dance [ft. Fatlip]
8. Burst Generator
9. A Modern Midnight Conversation
10. Battle Scars. [ft. Willy Mason]
11. Harpoons
12. The Pills Won't Help You Now [ft. Midlake]